# Савченко Ірина Степанівна
Іри́на Степа́нівна Са́вченко (нар. 17 вересня 1966, с. Нове Місто Монастирищенського району Черкаської області) — український мовознавець і педагог, член Національної спілки журналістів України.

## Освіта, службова кар'єра, громадська діяльність
Середню освіту здобула в Городищенській середній школі № 2 Черкаської області (із золотою медаллю). У 1987 р. з відзнакою закінчила філологічний факультет Черкаського державного педінституту.
Від серпня 1987 р. по листопад 1988 р. працювала викладачем української мови та виразного читання в Олександрійському педучилищі на Кіровоградщині. Упродовж 1988–1989 рр. була асистентом кафедри української мови і літератури Слов’янського педінституту Донецької області. Вересень 1989 р. – 1991 р. – асистент кафедри українського мовознавства Черкаського педінституту. Від 1996 р. і до сьогодні – доцент кафедри українського мовознавства і прикладної лінгвістики Навчально-наукового інституту української філології та соціальних комунікацій Черкаського національного університету ім. Б. Хмельницького. Упродовж 2000–2002 рр. була завідувачем кафедри українського мовознавства цього навчального закладу.
Викладала курс сучасної української літературної мови, розробила низку спецкурсів: «Основи пунктуації української мови», «Складні випадки української пунктуації», «Історія української графіки та орфографії», «Основи наукових досліджень», «Основи культури мовлення» тощо. У науково-викладацькій практиці є послідовницею лінгвістичних ідей свого вчителя і наставника, Почесного професора ЧНУ ім. Б. Хмельницького Г. Р. Передрій.
Тривалий час читала курс ділового мовлення для слухачів факультету післядипломної підготовки при ЧНУ зі спеціальності "Практичний психолог". Багаторічною була співпраця з методистами кабінету української мови та літератури Черкаського обласного інституту післядипломної освіти педагогічних працівників: учителям-філологам читала курс лекцій, презентувала власну наукову та навчально-методичну літературу.

## Наукові та творчі досягнення
У 1994 р. після закінчення аспірантури при кафедрі української мови Національного педагогічного університету ім. М. П. Драгоманова (м. Київ) успішно захистила кандидатську дисертацію «Принципи виділення омонімів-іменників в українській мові» та здобула науковий ступінь кандидата філологічних наук (науковий керівник — академік НАПН України, заслужений діяч науки і техніки України А. П. Грищенко).
У колі наукових інтересів — сучасні проблеми фонетики та фонології, лексикології, фразеології; теорія і практика укладання словників; проблема розмежування багатозначних слів та гомогенних омонімів; авторська пунктуація; історія графіки та орфографії; сучасні правописні норми; духовна психолінгвістика; культура мовлення; ділове мовлення.
На сьогодні науковий доробок становить понад сто публікацій, зокрема: 9 навчальних та навчально-методичних посібників (з них у співавторстві – 6; з грифом МОН України – 3; п'ять посібників, які двічі перевидавались). Учасниця роботи 60 науково-практичних конференцій різних рівнів. Брала участь в організації Всеукраїнських та обласних наукових конференцій, семінарів, конкурсів української мови ім. П. Яцика, мовно-літературних конкурсів ім. Т. Г. Шевченка, університетського Дня грамотності, рецензуванні наукових робіт та художніх творів. Відповідала за три випуски (7, 14, 15) фахового наукового збірника “Мовознавчий вісник” (2008 р., 2012 р.). Має багаторічний досвід керівництва студентським лінгвістичним гуртком. Займається пошуковою краєзнавчою роботою, презентує у ЗМІ передовий досвід освітян, митців, цікавих особистостей. Учасниця волонтерського руху.
За тридцять років роботи в університеті напрацювала не лише значний доробок наукових розвідок, але й прокладала шляхи в різних царинах художньої творчості: поезії, художній прозі, публіцистиці. Багато статей та притч присвячено духовній тематиці.
Поезію друкувала в літературно-художніх журналах — «Орфей», «Спадщина Черкащини», художню прозу та публіцистику — в альманасі «Апостроф». У 2009 році видала збірку поезій «Волошки у вранішнім світі». Дитяча повість у новелах «Моя перша вчителька» побачила світ у газетній періодиці.

## Нагороди
- 2001 р. — Почесна грамота Черкаської облдержадміністрації.
- 2011 р. — Подяка Головного управління освіти і науки Черкаської облдержадміністрації.
- 2014 р. — Подячний диплом Ліги українських меценатів.
- 2016 р. — Подяка ЧНУ ім. Б. Хмельницького.
- 2016 р. — Почесна грамота ЧНУ ім. Б. Хмельницького.
- 2018 р. — Подяка Управління освіти і науки Черкаської облдержадміністрації.

## Публікації

### Посібники, автореферат
1. Тестові завдання до вступного випробування з української мови (для факультету російської філології): навч. посібн. / уклад.: Г. І. Мартинова, І. С. Савченко, Г. В. Кочергою та ін. — Черкаси, 2005. — 93 с.
2. Савченко І. С. Пунктуаційний розбір речення і тексту: збірник завдань / Міністерство освіти України : 3-е вид. / І. С. Савченко, Л. В. Шитик. — Черкаси: Відлуння-Плюс, 2006. — 127с.
3. Савченко І. С. Пунктуація сучасної української мови: навч. посіб. : 2-е вид., доп. і випр. / І. С. Савченко. — Черкаси: Відлуння-Плюс, 2008. — 152 с. — Гриф МОН України.
4. Савченко І. С. Практичний курс сучасної української літературної мови (фонетики, фонології, морфонології, орфоепії, графіки): навч. посіб. / І. С. Савченко, В. В. Шляхова. — Черкаси: Відлуння-Плюс, 2009. — 96 с.
5. Савченко І. С. Практикум з орфографії, лексикології, фразеології, лексикографії української мови / І. С. Савченко, В. В. Шляхова. — Черкаси: ІнтролігаТОР, 2011. — 143 с.
6. Савченко І. С. Принципи виділення лексичних омонімів-іменників в українській мові: автореферат дис… канд. філол. наук; 10.02.02 — українська мова / І. С. Савченко. — Київ, 1994. — 20 с.
7. Савченко І. С. Пунктуаційний аналіз / І. С. Савченко // Лінгвістичний аналіз: практикум: навч. посіб. / [за заг. ред. Г. Р. Передрій ; авт. : Г. Р. Передрій, М. І. Калько, І. С. Савченко та ін.]. — Київ: Академія, 2013. — С. 182—212.
8. Савченко І. С. Явище консонантної асиміляції в українській мові: навч.-метод. посіб. / І. С. Савченко. — Черкаси: В-во ЧДУ, 2012. — 104 с.
9. Державна атестація з української мови (для студентів ОКР «магістр»): навчально-методичний посібник: у 2 частинах / Г. І. Мартинова, І. С. Савченко. — 2 вид. — Черкаси: В-во ЧНУ, 2013. — 64 с.
10. Савченко І. С. Фонетика, орфоепія і графіка сучасної української мови (до 90-річного ювілею Г. Р. Передрій): навч. посіб. : 2-е вид. / І. С. Савченко. — Черкаси: В-во ЧНУ, 2015. — 187 с.

### Наукові статті
1. Савченко І. С. Проблема розмежування багатозначних та омонімічних лексем / І. С. Савченко // Південний архів: зб. наук. пр. Серія Філологічні науки. — Херсон, 2001. — Вип. 10. — С. 138—142.
2. Савченко І. С. Структурно-словотвірний принцип виділення віддієслівних омонімів-іменників / І. С. Савченко // Вісник Волинського державного університету. — Луцьк, 2002. — Вип. 27. — С. 108—116.
3. Савченко І. С. Історичні витоки української пунктуації / І. С. Савченко // Київська старовина. — 2006. — № 5. — С. 58–66.
4. Савченко І. С. Наукова спадщина Павла Житецького з питань українського правопису / І. С. Савченко // Київська старовина. — 2007. — № 3. — С. 37–43.
5. Савченко І. С. Змішані типи консонантної асиміляції за артикуляційно-акустичними ознаками // Мовознавчий вісник: зб. наук. праць / І. С. Савченко ; МОН України ; Черкас. нац. ун-т ім. Б. Хмельницького. — Черкаси, 2007. — Вип. 5. — С. 41–49.
6. Савченко І. С. Чисті типи консонантної асиміляції за артикуляційно-акустичними ознаками // Мовознавчий вісник: збірник наук. праць / І. С. Савченко ; МОН України ; Черкас. нац. ун-т ім. Б. Хмельницького. — Черкаси, 2008. — Вип. 6. — С. 136—147.
7. Савченко І. С. Загальна типологічна характеристика консонантної асиміляції в українській мові // Мовознавчий вісник: зб. наук. пр. / І. С. Савченко ; МОН України ; Черкас. нац. ун-т ім. Б. Хмельницького. — Черкаси, 2009. — Вип. 9. — С. 62–68.
8. Савченко І. С. Складні випадки комбінаторних змін приголосних у потоці мовлення / І. С. Савченко // Мовознавчий вісник: зб. наук. пр. / МОН України ; Черкас. нац. ун-т ім. Б. Хмельницького. — Черкаси, 2011. — Вип. 16. — С. 7–12.
9. Савченко І. С. Мова як спосіб психологічного і духовного пізнання дійсності / І. С. Савченко, Н. І. Герман // Актуальні проблеми прикладної лінгвістики: зб. наук. пр. — Одеса: Вид. Бакаєв Вадим Вікторович, 2014. — Вип. 1. — С. 103—110.
10. Савченко І. С. Духовні основи спілкування / І. С. Савченко // Література та культура Полісся. Серія Філологічні науки: зб. наук. пр. — Ніжин, 2015. — Вип. 77. — С. 123—133.
11. Савченко І. С. Пунктуаційна система збірки поезій «Кобзарь Т. Шевченка» (1840 р.) / І. С. Савченко // Українська мова і література в школі. — 2015. — № 2. — С. 50–55.
12. Савченко І. С. Способи реалізації функціонально-стилістичного принципу української пунктуації / І. Савченко // Українська мова і література в школі. — 2013. — № 6. — С. 30–33.